# Административное деление Пензы
Город Пенза, административный центр одноимённой области, административно разделён на 4 района.
В рамках административно-территориального устройства области, Пенза является городом областного значения; в рамках муниципального устройства он образует муниципальное образование город Пенза со статусом городского округа с единственным населённым пунктом.
Районы города не являются муниципальными образованиями.

## Районы
| № | Район                 | Площадь, км² | Население, чел. (2021) | Код ОКАТО  |
| - | --------------------- | ------------ | ---------------------- | ---------- |
| 1 | Железнодорожный район | 145,5        | ↘109 478               | 56 401 364 |
| 2 | Ленинский район       | 27,5         | ↘89 234                | 56 401 368 |
| 3 | Октябрьский район     | 81,7         | ↘171 345               | 56 401 373 |
| 4 | Первомайский район    | 50,0         | ↘131 052               | 56 401 377 |

## Микрорайоны и улицы
| Железнодорожный район - Автовокзал - КПД (Черкассы) - Шуист - Согласие - Маяк - ГПЗ-24 - посёлок Подлесный («Нахаловка») - Пенза 3 - посёлок Свободный («Маньчжурия») - Дегтярный Затон - Сосновка - Ахуны - Малахит - Барковка - Засурье - Лесной - посёлок Монтажный - Светлая поляна - Светлополянское лесничество - Посёлок Победа - Посёлок Чемодановка (дачи) - Посёлок Камыши-Хвощи | Октябрьский район - КПД («Черкассы») - Северная поляна - Заводской - Цыганский посёлок - Автодром - Арбеково - Запрудный - Каланча - Побочино - село Арбеково - совхоз Заря - Заря-1 - Заря-2 - поселок ЗИФ - поселок Нефтяник - Мясоптицекомбинат - совхоз Победа | Ленинский район - остров Пески - Автовокзал - Райки - Бугровка - Автодром (Арбеково-5) - Западная поляна - Южная поляна - Окружная - посёлок Арбеково | Первомайский район - Западная поляна - Южная поляна - Терновка (Свинтрест) - Терновка - Терновка (Междуречье) - Терновка (Гидрострой) - Терновка (посёлок Аэропорта) - Окружная - Кривозерье - посёлок Газовый - Весёловка - Совхоз-Техникум - коттеджный посёлок Дубрава - коттеджный посёлок Горки - коттеджный посёлок Зелёная поляна - Тепличный - станция Кривозёровка - Ленинский лесхоз - Сурский квартал |

## История
Решением Президиума Пензенского горсовета от 16 декабря 1936 года город Пенза был разделен на три района: Заводской, Северный, Южный. 7 августа 1956 года Указом Президиума Верховного Совета РСФСР районы были упразднены. 
Указом Президиума Верховного Совета РСФСР от 12 августа 1958 года № 724/4 был образован Заречный район города Пензы, который 10 декабря 1958 года был выделен в город областного подчинения с присвоением ему наименования Заречный.
Указом Президиума Верховного Совета РСФСР от 29 апреля 1962 года районное деление города было восстановлено: образованы Ленинский и Октябрьский районы.
Указом Президиума Верховного Совета РСФСР от 1 февраля 1963 годы был образован Железнодорожный район.
Указом Президиума Верховного Совета РСФСР от 29 ноября 1979 года за счёт присоединения к городу ряда сёл Пензенского района (Терновка, Кривозерье, Весёловка), а также включения небольшой территории Ленинского района города Пензы, был образован Первомайский район Пензы.